# Michel De Wolf
Michel De Wolf (Nivelles, 19 gennaio 1958) è un ex calciatore e allenatore di calcio belga, di ruolo difensore.

## Carriera
Ha disputato le fasi finali del Campionato mondiale di calcio 1986, 1990 e 1994.

## Palmarès

### Giocatore

#### Competizioni nazionali
- Campionato belga: 3

Anderlecht: 1990-1991, 1992-1993, 1993-1994
- Coppa del Belgio: 2

Genk: 1983-1984
Anderlecht: 1993-1994
- Supercoppa del Belgio: 1

Anderlecht: 1993
- Division 2: 1

Olympique Marsiglia: 1994-1995